# پیامن سفلی
پیامن سفلی، روستایی در دهستان زردلان بخش جزمان شهرستان هلیلان در استان ایلام ایران است.

## جمعیت
بر پایه سرشماری عمومی نفوس و مسکن در سال ۱۳۹۵، جمعیت این روستا برابر با ۶۶ نفر (۲۶ خانوار) بوده‌است.